# Fearless Nadia
Mary Ann Evans, également connue sous son nom de scène de Fearless Nadia, (8 janvier 1908 à Perth - 9 janvier 1996 à Bombay) est une actrice et cascadeuse indienne d'origine australienne. 
Elle a notamment joué l'aventurière masquée de Hunterwali, sorti en 1935, l'un des premiers films indiens dont le premier rôle est celui d'une femme,,. Elle est souvent qualifiée de sex-symbol,.

## Biographie

### Jeunesse
Mary Ann Evans naît le 8 janvier 1908 à Perth, Australie occidentale. Elle est la fille de l'Écossais Herbertt Evans, volontaire dans l'armée britannique, et de Margret. Ils vivent en Australie avant de déménager en Inde. Mary a un an lorsque le régiment d'Herbertt est détaché à Bombay. Mary déménage à Bombay, où le régiment de son père se trouve, en 1913 à l'âge de cinq ans.  
En 1915, la mort de son père pendant la Première Guerre mondiale incite la famille à déménager à Peshawar (maintenant au Pakistan). Elle apprend l'équitation, la chasse, la pêche et le tir lors d'un séjour dans la province dans la North-West Frontier Province (en) (aujourd'hui Khyber Pakhtunkhwa). En 1928, elle retourne à Bombay avec sa mère et son fils, Robert Jones, puis étudie le ballet sous la direction de Madam Astrova.  
Elle a un temps un emploi au magasin Army & Navy Store à Bombay en tant que vendeuse. La troupe d'Astrova joue pour des soldats britanniques dans des bases militaires, pour la royauté indienne et pour d'autres foules dans de petites villes et villages. Elle maîtrise les roues et les grand écarts, ce qui s'avère ensuite utile pour ses cascades au cinéma. Elle choisit le nom de Nadia parce qu'il a un « son exotique ». 

### Carrière

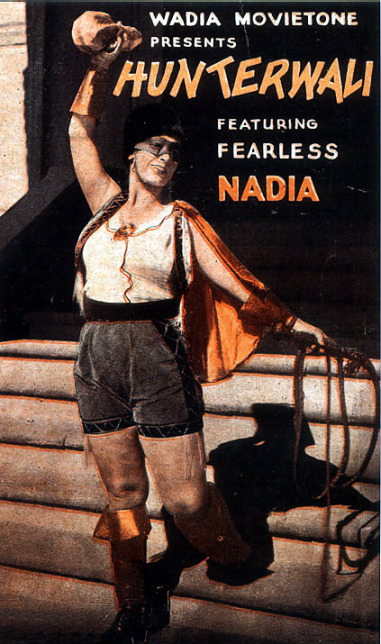
Affiche de Hunterwali (1935) avec Fearless Nadia.

Fearless Nadia fait une tournée en Inde en tant qu'artiste de théâtre et a commence à travailler pour le Zarko Circus en 1930. Elle est initiée aux films hindis par Jamshed "J.B.H." Wadia (en), fondateur de Wadia Movietone (en), une figure des cascades et de l'action dans les années 1930 à Bombay.  
Au début, JBH est perplexe face à l'insistance de Mary à essayer le cinéma mais il lui donne finalement un petit rôle en tant que fille esclave dans le film Desh Deepak, puis en tant que princesse Parizaad dans Noor-e-Yaman. Nadia obtient  un grand succès auprès du public, ce qui pousse JBH à vouloir en faire une star.  
En 1967-68, alors qu'elle a près de 60 ans, elle apparaît dans une parodie de James Bond appelée Khiladi (en) (The Player).

### Vie privée
Fearless Nadia épouse Homi Wadia (en) en 1961 et devient ainsi Nadia Wadia,. 

### Mort
Fearless Nadia meurt de vieillesse le 9 janvier 1996, un jour après son 88e anniversaire. 

## Postérité
En 1993, l'arrière-petit-neveu de Fearless Nadia, Riyad Vinci Wadia (en), réalise un documentaire sur sa vie et ses films, intitulé Fearless: The Hunterwali Story.  
Après vu le documentaire au Festival international du film de Berlin, Dorothee Wenner, écrivaine indépendante allemande et conservatrice de films, écrit Fearless Nadia - The true story of Bollywood's original stunt queen.   
Dans Rangoon, film hindi de Vishal Bharadwaj, un rôle joué par Kangana Ranaut est inspiré de Fearless Nadia.  
Le 8 janvier 2018, Google publie un doodle rendant hommage au 110e anniversaire de Fearless Nadia. L'artiste du doodle est Devaki Neogi,. 

## Filmographie (sélective)
| An   | Titre                                           | Rôle                             |
| ---- | ----------------------------------------------- | -------------------------------- |
| 1935 | Hunterwali (A Woman with A Whip)                | Princesse Madhuri aka Hunterwali |
| 1936 | Miss Frontier Mail                              | Savita aka Miss Frontier Mail    |
| 1938 | Lutaru Lalna (Dacoit Damsel or The Dacoit Girl) | Indira                           |
| 1939 | Punjab Mail                                     |                                  |
| 1940 | Diamond Queen                                   | Madhurika                        |
| 1941 | Bambaiwali (La fille de Bombay)                 |                                  |
| 1942 | Jungle Princess                                 |                                  |
| 1942 | Muqabala                                        | Madhuri                          |
| 1943 | Hunterwali Ki Beti                              | Princesse Madhuri aka Hunterwali |
| 1943 | Mauj                                            |                                  |
| 1948 | 11 O'Clock                                      | Lakshmi                          |
| 1949 | Dhoomketu (The Comet)                           |                                  |
| 1953 | Jungle Ka Jawahar (Hero of the Forest)          | Mala                             |
| 1956 | Jungle Queen                                    |                                  |
| 1968 | Khiladi                                         |                                  |